# 血紅帽
《血紅帽》（英語：Red Riding Hood）是2011年上映的電影，改編自格林童話的《小紅帽》，由亞曼達·塞佛瑞主演，凱薩琳·哈德薇克執導。

## 劇情
美麗女孩薇樂麗和孤兒木匠彼得（夏伊洛·費南德茲 飾）相戀，不過她父母卻安排她嫁給富人亨利（麥斯·艾朗飾）。薇樂麗和彼得決定私奔，但是在此同時，薇樂麗的姊姊卻被狼人殺害，這個恐怖兇手長久以來潛伏在小鎮的周圍黑暗森林中。
多年來為了相安無事，鎮民們每月會獻祭動物給狼人，但是在滿月催化下，這頭狼人就會忍不住想吸新鮮人血。薇樂麗姐姐的死引爆了讓鎮民們的怒火和恐懼，於是請專獵狼人的所羅門神父（蓋瑞·歐德曼 飾）協助，為村民除害，但是所羅門神父卻告訴村民，這個狼人白天是普通人，隱身在小鎮中。
隨著每次滿月的死亡人數增加，薇樂麗開始懷疑狼人會不會就是她所愛的彼得，全鎮也陷入前所未有的恐慌，不過薇樂麗發現她與這頭狼人之間有心靈感應，她決定要讓自己成為獻給狼人的祭品，查明事情真相。

## 演員
- 亞曼達·塞佛瑞飾演 薇樂麗或薇樂莉（Valerie）
- 蓋瑞·歐德曼飾演 所羅門神父（Father Solomon）
- 比利·柏克飾演 賽薩爾（Cesaire）
- 希洛·費爾南德茲飾演 彼得（Peter）
- 麥斯·艾朗飾演 亨利（Henry）
- 維吉妮亞·麥德森飾演 蘇潔特（Suzette）
- 茱莉·克莉絲蒂飾演 奶奶（Grandmother）
- Shauna Kain 飾演  洛葛仙妮（Roxanne）
- Michael Shanks 飾演 亞德里安·拉札（Adrien Lazar）
- 昆汀·貝茲飾演 亨利·拉札（Henri Lazar）
- Christine Willes 飾演 拉札夫人（Madame Lazar）
- Yolandi Hattingh Cook 飾演 所羅門的女兒（Solomon's Daughter）
- 麥可·霍根飾演 牧師（The Reeve）
- Lukas Haas 飾演 奧古斯特神父（Father August）
- 凱西·羅爾飾演 普魯登斯 (Prudence)

## 外部連結
- 官方网站
- AllMovie上《血紅帽》的资料（英文）
- Box Office Mojo上《血紅帽》的資料（英文）
- 互联网电影数据库（IMDb）上《血紅帽》的资料（英文）